# Oeneis staudingeri
Oeneis staudingeri är en fjärilsart som beskrevs av Jules Leon Austaut 1909. Oeneis staudingeri ingår i släktet Oeneis och familjen praktfjärilar. Inga underarter finns listade i Catalogue of Life.